# California Motor Car Corporation
California Motor Car Corporation war ein US-amerikanischer Hersteller von Automobilen.

## Unternehmensgeschichte
Das Unternehmen wurde 1920 in Los Angeles in Kalifornien gegründet. Edward Lawrence war Produktionsleiter, Allison L. Tull Verkaufsleiter und Robert J. Schefferly Chefingenieur. Sie begannen mit der Produktion von Automobilen. Der Markenname lautete Californian Six. Im Mai 1920 stand das erste Fahrzeug im Verkaufsraum. Im gleichen Jahr   endete die Produktion. Insgesamt entstanden ein Komplettfahrzeug, zwei fertige Fahrgestelle für Karosserierung außer Haus sowie einige unfertige Fahrgestelle.

## Fahrzeuge
Viele Teile wurden von anderen Unternehmen bezogen. Dazu gehörte der Sechszylindermotor von der Beaver Manufacturing Company. Der Radstand betrug 340 cm. Es gab einen siebensitzigen Tourenwagen sowie einen sportlich ausgelegten Club Express mit vier Sitzen.